# Badowscy herbu Bończa
Badowscy herbu Bończa – polski ród szlachecki zamieszkujący głównie w Małopolsce.
Gniazdem rodziny była prawdopodobnie wieś Badowo Mściszki położona w dawnym województwie skierniewickim obecnie w województwie mazowieckim, w powiecie żyrardowskim, w gminie Mszczonów. Daniel Badowski, herbu Bończa, udowodnił swoje pochodzenie szlacheckie w 1782 roku w sądzie grodzkim w Trembowli.